# Pasztilla

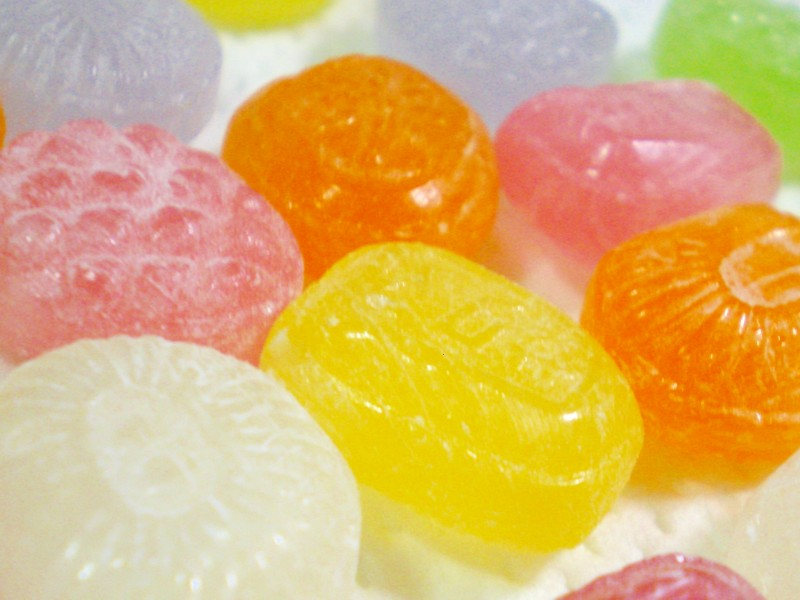
Elszopogatható pasztillák

A pasztilla poralapú hatóanyag és kötőanyag keverésével előállított, lemez vagy korong alakúvá formált készítmény. Elsődlegesen lenyelhető, elszopogatható vagy vízben oldható gyógykészítmény, emellett különféle vegyszereket tartalmazó változataikat alkalmazzák fertőtlenítő- és tisztítószerek, növényvédő szerek előállításához (pl. nátrium-hidroxid-pasztilla), illetve a gasztronómiában-cukrászatban ízadalékként (pl. csokoládépasztilla). A préselés útján előállított tablettától az elkészítés módja különbözteti meg.

## Példák
- Pastilla bilinenses (past. de Vichy) nátriumhidrokarbonátból, cukorból és kevés vizből tésztává gyúrt tömeg, amelyet apró korongformára alakítanak;
- Pastilla extracti liquiritiae cum sale ammoniaco szalmiák-cukorka;
- Pastilla carnis hússzeletkék, amelyeket zsírjától megfosztott és péppé összezúzott marhahúsból, konyhasóból, cukorból, szárított fehér kenyérből, kevés bors- és gyömbérporból készítenek;
- Pastilla oleum menthae piperitae borsmenta-cukorka.
- szupravezető pasztilla[2]
- urán-dioxid pasztillák - atomerőművek üzemanyagpálcáinak tartalma[3]